# Середній Руял
Середній Руя́л (рос. Средний Руял, марій. Руял почиҥга) — присілок у складі Марі-Турецького району Марій Ел, Росія. Входить до складу Косолаповського сільського поселення.

## Населення
Населення — 36 осіб (2010; 38 у 2002).
Національний склад (станом на 2002 рік):
- марійці — 100 %